# Wolfram Wette

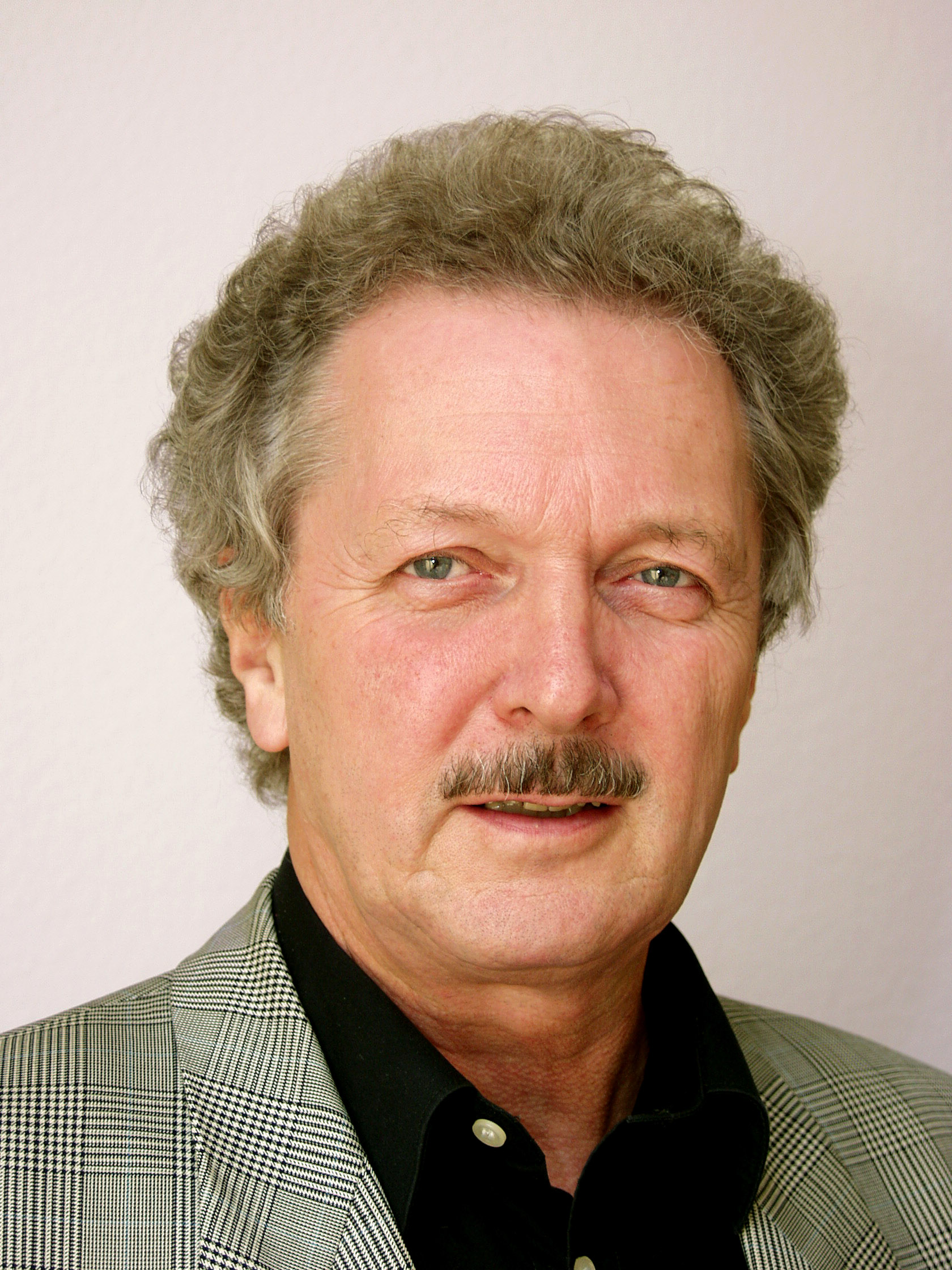
Wolfram Wette (2008)

Wolfram Wette (* 11. November 1940 in Ludwigshafen am Rhein) ist ein deutscher Historiker und Friedensforscher.

## Leben
Wette wurde 1940 als Sohn von Hermann Maria Wette, Leiter der Musikhochschule des Saarlandes, und seiner Ehefrau Gertrud Wette, geb. Egli, einer Zahnärztin, geboren. Seine Großmutter war die Librettistin Adelheid Wette. Als prägende Erfahrung seiner Jugend bezeichnet er die von Peter Rohland gegründete Schwäbische Jungenschaft.
Nach dem Abitur 1959 in Geislingen war Wette von 1959 bis 1965 Soldat auf Zeit bei der Fernmeldetruppe der Bundeswehr. Seine freiwillige Verpflichtung für Bundeswehr hatte auch mit einer durch „Russenfurcht“ geprägten Erziehung zu tun, die als „Feind“, als „die Bösen“ dargestellt wurden, gegen die man sich schützen müsse. Wettes letzter Dienstgrad war Hauptmann der Reserve des Heeres. Wette studierte Politikwissenschaft, Geschichte und Philosophie und wurde 1971 bei Hans Maier an der Philosophischen Fakultät der Universität München mit einer Arbeit zu den Kriegstheorien deutscher Sozialisten: Marx, Engels, Lassalle, Bernstein, Kautsky, Luxemburg. Ein Beitrag zur Friedensforschung zum Dr. phil. promoviert. Von 1971 bis 1995 arbeitete er als beamteter Historiker am Militärgeschichtlichen Forschungsamt (MGFA) in Freiburg im Breisgau.
Während seiner Zeit am MGFA erarbeitete Wette eine umfangreiche Biografie des umstrittenen Sozialdemokraten Gustav Noske. Der kurz zuvor nach Querelen innerhalb des MGFA eingesetzte Beirat, dem unter dem Vorsitz von General a. D. Johann Adolf Graf von Kielmansegg die Historiker Klaus Hildebrand, Michael Stürmer und Thomas Nipperdey angehörten, erklärte das fertige Manuskript im April 1986 für nicht druckreif und empfahl, die Publikation nicht durch das MGFA zu unterstützen. Hinzu komme, dass Noske lediglich kritisiert und abqualifiziert werde. Wettes Urteil über Noske laute nicht wesentlich anders als seinerzeit bei der KPD. Das Manuskript sei umfassend umzuarbeiten. Im MGFA wurden jedoch weitere Gutachten eingeholt, die zu einem positiven Ergebnis kamen, so dass die Studie Gustav Noske. Eine politische Biographie 1987 gedruckt wurde. Der Historiker Hans-Ulrich Wehler warf 1988 dem Beirat vor, dass seine Stellungnahme „verzweifelt schwer von dem Versuch einer Zensurausübung zu unterscheiden“ sei.
Wette habilitierte sich 1990 mit seiner Noske-Biographie in Neuester Geschichte an der Universität Freiburg. 1991 wurde er Privatdozent. Von 1998 bis 2005 war er als außerplanmäßiger Professor für Neueste Geschichte am Historischen Seminar der Universität Freiburg tätig.
Er ist Mitbegründer des Arbeitskreises Historische Friedensforschung (AHF) und Mitherausgeber der Reihe Geschichte und Frieden sowie des Jahrbuchs für Historische Friedensforschung (2001 umbenannt in Frieden und Krieg). Wette ist Mitglied des Förderkreises des pazifistischen Arbeitskreises Darmstädter Signal. Er ist Ehrenprofessor der russischen Universität in Lipezk. Im Verein Kontakte-Контакты e. V. – Verein für Kontakte zu Ländern der ehemaligen Sowjetunion (Berlin) ist er im Beirat aktiv. Er war unter anderem für Die Zeit publizistisch tätig.
Wette ist Mitglied der SPD. Von 1980 bis 1989 war er Stadtrat in Waldkirch und Fraktionsvorsitzender. Außerdem ist er Mitglied der Vereinten Dienstleistungsgewerkschaft (ver.di).

## Ehrungen
- 1998: Silberne Verdienstmedaille der Stadt Waldkirch[6]
- 2002: Ehrenprofessur an der russischen Universität Lipezk[7]
- 2015: Verdienstorden der Bundesrepublik Deutschland am Bande[8]
- 2020: Ehrenbürgerschaft der Stadt Waldkirch[9]
- 2020: Friedenspreis der INTA-Stiftung[10]
- 2021 Rahel-Strauss-Preis, zusammen mit der Ideenwerkstatt Waldkirch in  der NS-Zeit sowie Roland Burkhart und Bonika Bollin. Verliehen von Gegen Vergessen – Für Demokratie e. V., Landesarbeitsgemeinschaft Baden-Württemberg[11]
- 2023: Festschrift[12]

## Schriften (Auswahl)
Monografien
- Kriegstheorien deutscher Sozialisten. Karl Marx; Friedrich Engels; Ferdinand Lassalle; Eduard Bernstein; Karl Kautsky; Rosa Luxemburg. Ein Beitrag zur Friedensforschung. Kohlhammer, Stuttgart u. a. 1971, OCLC 249748037, ISBN 3-17-094150-X (zugleich Dissertation, Universität München, 1971).
- Gustav Noske. Eine politische Biographie. Droste, Düsseldorf 1987, ISBN 3-7700-0728-X (vgl. Artikel über Gustav Noske).
- Militarismus und Pazifismus. Auseinandersetzung mit den deutschen Kriegen. Vorwort von Fritz Fischer. Donat, Bremen 1991, ISBN 3-924444-50-1.
- Die Wehrmacht. Feindbilder, Vernichtungskrieg, Legenden. S. Fischer, Frankfurt am Main 2002, ISBN 3-10-091208-X (auch in englischer, französischer, spanischer, tschechischer, polnischer und koreanischer Übersetzung).
- Gustav Noske und die Revolution in Kiel 1918 (= Sonderveröffentlichungen der Gesellschaft für Kieler Stadtgeschichte Bd. 64.) Boyens, Heide 2010, ISBN 978-3-8042-1322-7.
- Militarismus in Deutschland. Geschichte einer kriegerischen Kultur. Fischer-Taschenbuch-Verlag, Frankfurt a. M. 2011, ISBN 978-3-596-18149-0.
- Karl Jäger. Mörder der litauischen Juden. Fischer Taschenbuch, Frankfurt am Main 2011, ISBN 978-3-596-19064-5 (vgl. Artikel über Karl Jäger).
- Feldwebel Anton Schmid: Ein Held der Humanität. S. Fischer, Frankfurt am Main 2013, ISBN 978-3-10-091209-1 (vgl. Artikel über Anton Schmid).
- Ehre, wem Ehre gebührt! Täter, Widerständler und Retter (1939–1945) (= Schriftenreihe Geschichte & Frieden. Bd. 24). Donat, Bremen 2014, ISBN 978-3-943425-30-7.
- Ernstfall Frieden. Lehren aus der deutschen Geschichte seit 1914. Donat, Bremen 2017, ISBN 978-3-943425-31-4.
- Enthüllung. Opfergedenken und Tätererinnerung in Waldkirch. Hrsg. von der Stadt Waldkirch (= Waldkircher Stadtgeschichte, Bd. 3). Verlag Regionalkultur. Ubstadt-Weiher 2018, ISBN 978-3-95505-061-0.

(Mit-)Herausgeberschaften
- mit Wilhelm Deist, Manfred Messerschmidt, Hans-Erich Volkmann: Ursachen und Voraussetzungen der deutschen Kriegspolitik (= Das Deutsche Reich und der Zweite Weltkrieg. Bd. 1). Deutsche Verlags-Anstalt, Stuttgart 1979; aktualisierte Taschenbuchausgabe: Ursachen und Voraussetzungen des Zweiten Weltkrieges. Fischer Taschenbuch, Frankfurt am Main 1989, ISBN 3-596-24432-3 (auch in englischer Übersetzung).
- mit Gerd R. Ueberschär: Bomben und Legenden. Die schrittweise Aufklärung des Luftangriffs auf Freiburg am 10. Mai 1940. Ein dokumentarischer Bericht. Rombach, Freiburg im Breisgau 1981, ISBN 3-7930-0292-6.
- Militarismus in Deutschland 1871–1945. Zeitgenössische Analysen und Kritik. Lit, Münster 1999, ISBN 3-8258-4019-0.
- Pazifistische Offiziere in Deutschland 1871–1933. Donat, Bremen 1999, ISBN 3-931737-85-3.
- Retter in Uniform. Handlungsspielräume im Vernichtungskrieg der Wehrmacht. Mit einem Geleitwort von Fritz Stern. Fischer Taschenbuch, Frankfurt am Main 2002, ISBN 3-596-15221-6.
- mit Vincas Bartusevičius und Joachim Tauber: Holocaust in Litauen. Krieg, Judenmorde und Kollaboration im Jahre 1941. Mit einem Geleitwort von Ralph Giordano. Böhlau, Köln / Weimar / Wien 2003, ISBN 3-412-13902-5.
- Zivilcourage. Empörte, Helfer und Retter aus Wehrmacht, Polizei und SS. Mit einem Geleitwort von Johannes Rau. Fischer Taschenbuch, Frankfurt am Main 2004, ISBN 3-596-15852-4.
- mit Helmut Kramer: Recht ist, was den Waffen nützt. Justiz und Pazifismus im 20. Jahrhundert. Mit einem Geleitwort von Hans-Jochen Vogel. Aufbau, Berlin 2004, ISBN 3-351-02578-5.
- Stille Helden. Judenretter im Dreiländereck während des Zweiten Weltkrieges. Herder, Freiburg im Breisgau / Basel / Wien 2005, ISBN 3-451-05461-2.
- Filbinger. Eine deutsche Karriere. Zu Klampen, Springe 2006, ISBN 3-934920-74-8.
- mit Detlef Vogel: Das letzte Tabu. NS-Militärjustiz und Kriegsverrat. Mitarbeit von Ricarda Berthold und Helmut Kramer. Mit einem Vorwort von Manfred Messerschmidt. Aufbau, Berlin 2007, ISBN 978-3-351-02654-7.
- mit Detlef Bald: Alternativen zur Wiederbewaffnung. Friedenskonzepte in Westdeutschland 1945–1955 (= Frieden und Krieg. Beiträge zur Historischen Friedensforschung. Bd. 11). Klartext, Essen 2008, ISBN 978-3-8375-0013-4.
- mit Detlef Bald: Friedensinitiativen in der Frühzeit des Kalten Krieges 1945–1955 (= Frieden und Krieg. Beiträge zur Historischen Friedensforschung. Bd. 17). Klartext, Essen 2010, ISBN 978-3-8375-0402-6.
- mit Joachim Perels: Mit reinem Gewissen. Wehrmachtrichter in der Bundesrepublik und ihre Opfer. Aufbau, Berlin 2011, ISBN 978-3-351-02740-7.
- mit Gerd R. Ueberschär: „Unternehmen Barbarossa“. Der deutsche Überfall auf die Sowjetunion 1941. Berichte, Analysen, Dokumente. Schöningh, Paderborn 1984; erweiterte Neuausgabe: Fischer Taschenbuch, Frankfurt am Main 2011, ISBN 978-3-596-19063-8.
- Unter Mitwirkung von Helmut Donat: Weiße Raben. Pazifistische Offiziere in Deutschland vor 1933 (= Schriftenreihe Geschichte und Frieden, Bd. 45). Donat-Verlag, Bremen 2020, ISBN 978-3-943425-85-7.
- „Hier war doch nichts!“ Waldkirch im Nationalsozialismus. Mit einem Geleitwort von Roman Götzmann. In Verbindung mit der Stadt Waldkirch und der Ideenwerkstatt Waldkirch in der NS-Zeit. Donat-Verlag, Bremen 2020, ISBN 978-3-943425-86-4.